# Dellen (Hellum)
Dellen of De Dellen was de naam van enkele meertjes of meerstallen ten noorden van Hellum en Siddeburen. Ze werden in 1765 gekarteerd door Theodorus Beckeringh.  Ook werden enkele meertjes aan weerszijden van de Woldweg te Siddeburen werden zo betiteld. Rond 1800 werden al deze meertjes drooggelegd met behulp van poldermolens. De Ruigstermolen werd in 1816 de Modder Delling genoemd. Een van de watermolenaars noemde zich Dallinga.
De Dellen was later een buurtschapje onder Hellum (in het verlengde van de Deldenlaan).
Het toponiem De Dellen kwam ook voor bij Nieuwolda en 't Waar, waar onder andere een polder en een watermolen deze naam droegen. Hij gaf aanleiding tot de familienaam Van Delden.